# 河原崎辰也
河原崎辰也（かわはらざき たつや、1979年11月26日 - ）は、日本のミュージシャン、ラジオパーソナリティ。愛知県名古屋市生まれ。愛称は「タツ」「カワタツ」「たっちゃん」「辰兄」など。

## 来歴
名古屋市立徳重小学校、名古屋市立扇台中学校、愛知産業大学工業高等学校出身。
幼少期から大学まで野球に明け暮れた（大学は野球推薦により青森大学へ進学）。大学の同級生に西武ライオンズなどで活躍した細川亨、後輩に元中日ドラゴンズの工藤隆人がいる。中日の大島洋平は少年野球チームの後輩である。現在は、「野球はやりきったのでこれ以上やりたくない」と自身のラジオ番組『河原崎辰也　いくしかないだろう!』で語っている。
高校時代、父親の勧めでギターと出会い、1週間で路上に歌いに行く。大学進学と同時に青森市の本町にて流しを経験。卒業後上京するも挫折し名古屋へ戻る。アルバイト生活を続けつつ再度路上ライブを始め、名古屋のライブハウスでは最多動員記録を作る。
2009年から始めたラジオ番組が絶大な支持を受け、2013年以降は2時間30分生放送のワイド番組となる。本人は「半年で終わると思っていた」と語っている。
2014年、プロデューサーである田村充義と共作したシングル『My Birthday』は、USENインディーズチャートにてトップ10入り。最高位は4位。
2015年3月、2年後の日本武道館公演を目指し、JR東海道線金山駅から東京駅にわたる『天下夢双！』と銘打った86駅ライブを開催。朝日新聞、中日スポーツ、東京新聞など各種メディアにて大々的に取り上げられた。
2015年7月に配信限定発売となった『最高の笑顔』が三重テレビ第97回高校野球三重大会のテーマソングになる。

## 人物
2013年に一般女性と結婚。
ファッションは70年代の古着を中心としたもの。Tシャツにブーツカットジーンズ。年間を通して革ジャンを着用する。ラジオ番組にて頻繁に共演する北野誠から「革ジャンバカ」と呼ばれている。
2008年から髪型が変化せず、長い襟足が特徴。
新日本プロレスの闘魂三銃士、特に武藤敬司（グレートムタ）の大ファン。当時好きだった試合の実況を暗記している。
映画「ロッキー」をとても好んでいる。自身のラジオ番組では語りながら涙を流していた。
アメリカのシンガー「ブルース・スプリングスティーン」をこよなく愛する。自身のバンド「THE MIDLAND BAND」は、彼のバンドである「THE E STREET BAND」の影響を受けている。

## 経歴
- 1997年
  - 音楽活動開始。名古屋金山総合駅の路上から歌い始める
- 2005年
  - 「河原崎辰也 AND THE MIDLAND BAND」を結成
- 2006年
  - 3月にアルバム「MIDLAND」発売（廃盤）
  - メ～テレの番組の主題歌を担当
- 2009年
  - 2月にアルバム「START」発売
  - 河原崎辰也 いくしかないだろう! 開始（CBCラジオ）
- 2010年
  - 3月にアルバム「太陽」発売
  - 7月にシングル「あなたにありがとう。」発売
  - 「河原崎辰也　歩けばわかるさ!」開始（CBCラジオ60周年企画）
- 2011年
  - 4月にミニアルバム「NEVER GIVE UP」発売
- 2012年
  - 2月にシングル「手紙」発売
  - 9月にアルバム「TOUGH」発売
- 2013年
  - 7月にアルバム「羅針盤」発売
  - 「鈴鹿8耐　特番」「中日クラウンズ　特番」のナレーションを担当（CBCテレビ）
  - 「ゴジらじ」出演（NHKラジオ第一）
- 2014年
  - 「中日クラウンズ　特番」のナレーションを担当（CBCテレビ）
  - 6月にシングル「My Birthday」発売（USEN HIT インディーズランキングで全国4位）
- 2015年
  - バンド結成10周年記念ライブを開催。新聞各紙に取り上げられる（読売新聞,毎日新聞,中日スポーツ）
  - 2014年に引き続き「中日クラウンズ　特番」のナレーションを担当（CBCテレビ）
  - 「とってもワクドキ」出演（三重テレビ）
  - 「お昼のレコード室」出演（岐阜放送）
  - 「EVENING COASTER」出演（FM三重）
  - 3月、日本武道館公演を目指しJR東海道本線金山駅～東京駅の全86駅ライブ「天下夢双！」を自ら企画しスタート
  - 6月にシングル「YELL」、ミニアルバム「ReBorn」を同時発売
  - 7月に配信限定シングル「最高の笑顔」発売
  - 最高の笑顔は三重テレビ第97回高校野球三重大会のテーマソングになる
  - 三重テレビ高校野球開幕スペシャルにゲスト出演。高校野球時代の思い出を語った
  - 8月にDVD「LIVE ReBorn」発売
- 2016年
  - 8月にアルバム「歴史の教科書」発売
  - 11月に「天下夢双！」の記事が東京新聞、中日新聞に掲載される
- 2017年
  - 8月にアルバム「メッセージ」発売
  - 「天下夢双！」の記事が朝日新聞全国版、朝日新聞関東版、東京新聞、中日スポーツ、Yahooニュース、スポニチ、東海財界に掲載される

## 出演

### ラジオ
- 河原崎辰也 いくしかないだろう! （CBCラジオ）
- 北野誠のズバリ（CBCラジオ）- 月1月曜レギュラー、2025年8月11日など不定期代打出演